# Alchemilla hirta
Alchemilla hirta é uma espécie de rosácea do gênero Alchemilla, pertencente à família Rosaceae.